# Адам Стефановић
Адам Стефановић (Перлез, 27. новембар 1832 — 6. мај 1887) је био српски сликар.

## Биографија
Рођен је и умро у Перлезу, у Банату, као син трговца. Једина сестра Марија била је удата за Петровића. Женио се два пута. Прва супруга Марија, родом из Титела умрла је 10. децембра 1873. године у Панчеву. Сликар се затим оженио са другом Маријом, кћерком панчевачког учитеља Николе Матејића, 20. јула 1874. године. Две кћерке су умрле једна за другом, 1875. и 1876. године. Остала је пунолетна кћерка Љубица и три сина. Мали син Димитрије поживео је исто кратко и умро 1887. године. О сину Бранку се мало зна. Портретисао је Адам свог трећег сина Марка, тада угледног перлеског трговца житара.
Завршио је основну школу и нижу гимназију. Адам је почео да се занима сликарством у време док је живео у Томашевцу. Држао је он у том банатском селу прво трговачку радњу па кафану (1862-1864), у време када је осликавана православна црква. Обнављана је српска богомоља пострадала (као и она у његовом Перлезу) од стране Мађара, крајем револуционарне 1848. године. Дружио се и помало помагао (мешао боје и попуњавао поља) познатом иконописцу Јовану Поповићу. Након преране Поповићеве смрти (1864), због које није завршио томашевачки иконостас, заинтересовао се Стефановић за уметнички живот, решен да се за њега озбиљније оспособи. Успео је да од Поповића научи сликарске потезе; прихватио је мајсторове манире (грешке) којих се дуго није могао ослободити. У својој 32 години, 20. октобра 1867. године Адам се уписао на Минхенску, Уметничку академију.  Међутим, нису му се свидела тамошња "реалистичка струјања", па две године касније 1869. прелази на Бечку сликарску академију - коју међутим није завршио. Године 1872. налази се у завичају, и учествује у јавном животу. Насликао је тада више портрета угледних Банаћана свог времена. Од 1875. године Стефановић се бави трговином житом, које се извозило преко пристаништа на Бегеју код Перлеза. Последњих дана свог живота Адам је слабо радио; одао се нераду и пићу. Перлежани су жалили што није био у стању да се подухвати осликавања њихове православне цркве, на које се дуго чекало - све до Предићевог пристанка 1894. године. Умро је Адам Стефановић "уморан од живота" од последица "водене болести" у родном месту Перлезу, маја 1887. године.
Године 1870—1873. најплодније су раздобље његовог стваралаштва. У то време настају бројне литографије са темама из српске историје, које ради сам или у друштву са Павлом Чортановићем (Косовски циклус). После 1874. године његова сликарска активност замире, да би поново, али са мало успеха, оживела последњих година његовог живота (1885—1886).

## Дело
Икона "Св. Саве" налазила се у Матици српској почетком 20. века. Продао ју је Матици као становник Панчева, за 100 ф.
По Лазар Николићу он је био врло снажан у својим композицијама. У Бечу је издавач његових 12 литографија био Х. Герхарт. Литографије композиције - "Косовски циклус": "Кнежева вечера"; "Смрт цара Душана Силног"; портрети - "Цар Душан србски цар" и "Петар Велики руски цар".
Временски и својим стилским особинама Адам Стефановић припада кругу сликара реалиста, али је тематски био чврсто везан за романтичарско сликарство.

## Галерија
- Краљ Милутин, 1860-1870
- Кнежева вечера
- Бој на Косову
- Југ Богдан и синови
- Милош Обилић пред Муратовим шатором, аутора Павла Чортановића и Адама Стефановића (пре 1887)
- Спаљивање моштију Светог Саве, аутора Павла Чортановића и Адама Стефановића (око 1860)
- Вуколај Радоњић, слика Адама Стефановића